# PWS-26
Il PWS-26 fu un aereo da addestramento avanzato mono/biposto, monomotore e biplano, sviluppato dall'azienda aeronautica polacca Podlaska Wytwórnia Samolotów (PWS) nei primi anni trenta. Destinato alla formazione avanzata dei piloti della Polska Lotnictwo Wojskowe, rimase in servizio dal 1937 al 1939, fino all'inizio dell'occupazione della Polonia, confluendo in numero variabile nelle aeronautiche militari della Germania nazista ed alcune sua nazioni alleate e dell'Unione Sovietica durante la seconda guerra mondiale.

## Storia del progetto
Dopo l'ingresso in servizio presso la Polska Lotnictwo Wojskowe delle varie versioni dell'addestratore biposto PWS-16, il Dipartimento dell'Aeronautica richiese lo sviluppo di una nuova versione armata, dotata di capacità di trasporto e sgancio bombe, e capacità di volo acrobatico. L'ufficio tecnico della Podlaska Wytwórnia Samolotów, sotto la direzione dell'ingegnere Augustyn Bobek-Zdaniewski, iniziò la progettazione di un nuovo modello, designato PWS-26, secondo le relative specifiche emesse dal comando dell'aviazione militare. Nel corso del 1935 questo modello fu direttamente selezionato per la produzione in serie, destinato a integrare nel servizio attivo l'addestratore primario RWD-8, senza che fosse costruito alcun prototipo. Il primo esemplare volò per la prima volta nel corso del 1936 nelle mani del pilota collaudatore Franciszeck Rutkowski, avendo come passeggero lo stesso progettista.
Secondo le intenzioni dell'aeronautica militare polacca questo modello doveva sostituire gli addestratori PWS-14, PWS-16, PWS-18 e Bartel BM-5D allora in servizio.

## Tecnica
Il PWS-26 era un biplano da addestramento avanzato, monomotore, biposto, di costruzione mista in legno e metallo. La fusoliera aveva sezione ovale, costruita in tubi in acciaio al cromo-molibdeno. La zona anteriore era rivestita in duralluminio, mentre il resto in compensato. La parte terminale della fusoliera era realizzata in legno rivestito di compensato. L'impennaggio di coda era del tipo classico monoderiva, dotato di piani orizzontali controventati, rivestiti in compensato, mentre il timone era rivestito in tela. La configurazione alare era biplano-sesquiplana, caratterizzata cioè dall'ala inferiore di dimensioni minori della superiore, quest'ultima traslata leggermente verso la parte posteriore. Le due ali rettangolari, bilongherone, avevano terminali alari arrotondati, erano rivestite in tela e compensato, e collegate tra loro ed alla fusoliera da una travatura ad N. Il carrello d'atterraggio era un triciclo classico, fisso, dotato anteriormente di gambe di forza ammortizzate ed integrato posteriormente da un pattino d'appoggio. Le gambe anteriori e le ruote Dunlop non erano rivestite da carenature aerodinamiche, ma erano disponibili freni ad aria Bendix.
Il PWS-26 era un velivolo biposto, dotato di due abitacoli in tandem, l'anteriore per il pilota ed il posteriore per l'istruttore o per il passeggero, equipaggiati con adeguata strumentazione e doppi comandi.
La propulsione era affidata ad un motore Wright J-5 Whirlwind un 9 cilindri radiale, raffreddato ad aria, erogante la potenza di 130 hp azionante un'elica bipala Szomański. Il propulsore era racchiuso da una capottatura aerodinamica NACA. La capacità dei serbatoi del carburante era pari a 150 litri.
L'armamento, quando installato, si basava su una mitragliatrice Wz.33 o Vickers calibro 7,92 mm con 120 colpi posizionata nella fusoliera e sparante attraverso l'elica tramite un dispositivo di sincronizzazione. Sotto le ali vi erano due attacchi per due bombe da 12 kg, mentre per l'addestramento al tiro era disponibile una cinefotomitragliatrice alare.

## Impiego operativo
La produzione in grande serie iniziò nel corso del 1937, con consegne alle Squadriglie da addestramento (Eskadra Treningowa) del 2º Reggimento aereo (Pulk Lotniczy) di Cracovia, e poi del 1º Reggimento aereo (Pulk Lotniczy) di Varsavia, del 4º Reggimento aereo di Toruń e della Scuola Cadetti di Dęblin.
Secondo un rapporto segreto redatto dal generale Józef Zając nel novembre del 1938 risultavano in inventario ben 239 PWS-26, di cui 188 in servizio attivo e 51 in riserva. Verso la fine dello stesso anno la produzione aveva raggiunto la cifra di 150 unità. Durante gli anni che precedettero lo scoppio della guerra solo 10 aerei andarono persi per incidenti di vario tipo.
Il 1º settembre 1939 scoppiò la seconda guerra mondiale e i PWS-26 operarono subito come velivoli da collegamento e ricognizione. Tre esemplari vennero assegnati ad ognuna delle squadriglie da collegamento presenti in seno alle armate dell'esercito polacco. Secondo la testimonianza del pilota polacco Jan Falkowski il 3 settembre il PWS-26 da lui pilotato fu intercettato da un caccia Messerschmitt Bf 109 tedesco nelle vicinanze di Lublino. Cercando di sfuggire al Bf.109 il pilota polacco si mise a compiere manovre acrobatiche a quota sempre più bassa, e quando fu a 50 metri di altitudine si buttò in picchiata richiamando l'aereo poco prima di toccare terra. Il pilota tedesco non fu così fortunato e si schiantò al suolo. Alcuni aerei andarono perduti durante i combattimenti di quei giorni, numerosi altri ripararono in Romania (26) e Lettonia (20) poco prima della capitolazione finale. Un singolo PWS-26 fu distrutto dall'aviazione sovietica il 19 settembre ed a quella data un PWS-26 e due RWD-8 risultavano ancora operativi in seno al Gruppo operativo indipendente "Polesie" dell'armata polacca, al comando del generale Franciszek Kleeberg. Il PWS-26 era quello pilotato da Edmund Piorunkiewicz, avente come osservatore Józef Wodnicki, destinato a compiti di collegamento, ricognizione e bombardamento. I coraggiosi aviatori attaccavano le truppe tedesche lanciando contro di esse bombe a mano.

### Bulgaria
Nel corso del 1939 un esemplare venne acquistato dalla Vazhdushnite na Negovo Velichestvo Voiski bulgara per essere sottoposto a valutazioni. L'aereo fu consegnato poco prima dello scoppio della guerra, ed entrò in servizio presso la Scuola di Volo basata sull'aeroporto di Sofia-Vrazhdebna. Il velivolo ricevette il soprannome di Junak, ma ad esso non seguirono ulteriori consegne.

### Romania
Al termine della campagna di Polonia l'esercito tedesco catturò circa 50 esemplari di PWS-26 trovati sull'aeroporto di Dęblin leggermente danneggiati. Trenta di essi furono ricondizionati presso lo stabilimento PZL WP-2 di Mielec nell'estate del 1940. Ventotto di essi vennero ceduti alla Romania, che arrivò ad immetterne in servizio sia nell'aviazione militare che in quella civile, un totale di 62 esemplari. Il 1º aprile 1943 ne risultavano ancora in servizio 56 esemplari, impiegati ad esaurimento fino al termine delle ostilità.

### Unione Sovietica

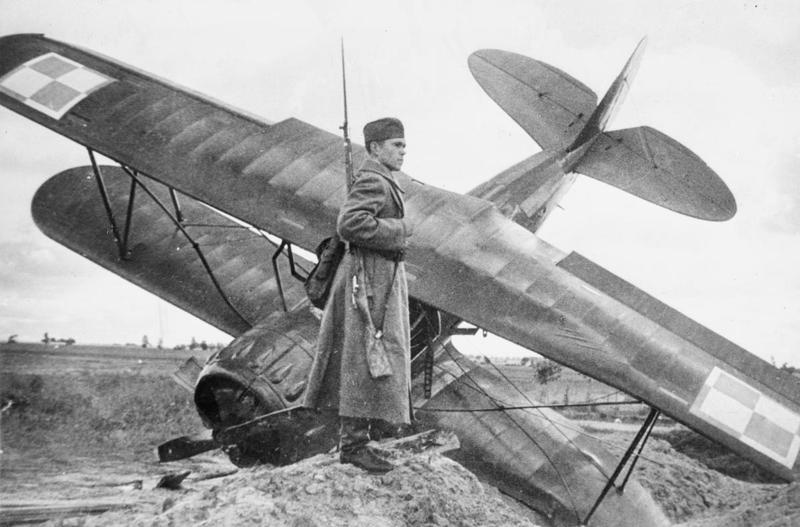
Sentinella sovietica di guardia ad un PWS-26 precipitato vicino a Rivne, settembre 1939

Durante l'Operazione Barbarossa le truppe tedesche si impadronirono di 34 esemplari trovati intatti sul campo d'aviazione di Leopoli. Si trattava dei venti aerei riparati in Lettonia nel 1939 e di altri 14 trovati sugli aeroporti polacchi durante l'invasione del mese di settembre. I velivoli ricevettero matricola sovietica e furono usati come addestratori primari per un breve periodo.
Con una produzione totale attestatasi sulle 310 unità, fu il secondo, dopo l'RWD-8, velivolo maggiormente prodotto in Polonia nel periodo prebellico.

## Versioni
- PWS-27: progetto non realizzato dell'ingegnere Augustyn Bobek-Zdaniewski relativo ad versione equipaggiata con motore radiale cecoslovacco Avia da 300 hp. Avrebbe dovuto essere prodotto su licenza in Cecoslovacchia con la designazione di Avia Delfin.[21]
- PWS-28: progetto non realizzato dell'ingegnere Augustyn Bobek-Zdaniewski relativo ad un velivolo con lunghezza di 7,15 m, peso a vuoto di 900 kg, peso massimo al decollo di 1 250 kg, velocità massima di 245 km/h e tangenza di 5 600 m.[21]

## Utilizzatori
Bulgaria
- Vazhdushnite na Negovo Velichestvo Voiski

 Germania
- Luftwaffe

 Polonia
- Polska Lotnictwo Wojskowe

 Romania
- Forțele Aeriene Regale ale României

 Unione Sovietica
- Voenno-vozdušnye sily

## Esemplari esistenti
Esiste un solo esemplare sopravvissuto giunto ai nostri giorni. Il PWS-26 Nr.81-123 venne catturato dalle truppe della Wehrmacht nel settembre del 1939, quindi inviato in Germania per essere sottoposto a valutazione da parte della Luftwaffe, e quindi essere esposto nel Museo Aeronautico di Berlino ridipinto con insegne tedesche matricola VG+AS. Al termine del conflitto il velivolo venne ritrovato in territorio polacco, quindi rimesso in condizioni di volo. Reimmatricolato SP-AJB, venne utilizzato da operatori civili fino al 1953 quindi messo a terra e rimessato. Negli anni successivi venne inviato al Museo dell'aviazione polacca di Cracovia (Muzeum Lotnictwa Polskiego w Krakowie) dove è esposto al pubblico nei padiglioni interni.

### Annotazioni
1. ↑  Versione locale costruita su licenza delle officine cecoslovacche Avia.
2. ↑  Effettuò una stretta virata a sinistra.
3. ↑  Trentatré velivoli erano operativi, mentre uno risultava parzialmente danneggiato.
4. ↑  Ventotto di essi furono successivamente venduti dalle Germania alla Romania nel 1942. La FARR ne immise in servizio alcuni, mentre altri vennero utilizzati come fonti di pezzi di ricambio.
5. ↑  Insieme all'esemplare 81-174 entrato in servizio nella Luftwaffe presso la Fl.Sch.d.Lw.(S) 1, e precipitato il 22 giugno 1942 nei pressi di Heilbronn.

### Fonti
1. ↑  Belcarz, Pęczkowski 2001, p. 131.
2. 1 2 3 4 5  Morgała 2003, p. 250.
3. 1 2 3 4  Cynk 1971, p. 420.
4. 1 2 3  Cynk 1971, p. 421.
5. 1 2 3 4  Belcarz, Pęczkowski 2001, p. 98.
6. 1 2 3 4 5 6 7  Morgała 2003, p. 247.
7. ↑  Belcarz, Pęczkowski 2001, p. 119 , questo velivolo si era fatto una cattiva fama a causa dei frequenti malfunzionamenti e delle difficoltà di pilotaggio.
8. 1 2 3 4 5 6 7 8 9 10  Cynk 1971, p. 425.
9. ↑  Belcarz, Pęczkowski 2001, p. 111.
10. ↑  Belcarz, Pęczkowski 2001, p. 123.
11. ↑  Belcarz, Pęczkowski 2001, p. 132.
12. ↑  Belcarz, Pęczkowski 2001, p. 128.
13. 1 2 3 4 5  Cynk 1971, p. 424.
14. ↑  Cynk 1998, p. 91.
15. 1 2  Cynk 1998, p. 92.
16. 1 2 3 4 5  Morgała 2003, p. 249.
17. 1 2  Belcarz, Pęczkowski 2001, p. 250.
18. ↑  Ketley, Rolfe 1996, p. 11.
19. ↑  Cynk 1998, p. 93.
20. ↑  Belcarz, Pęczkowski 2001, p. 298.
21. 1 2  Cynk 1971, p. 423.
22. ↑  Polish Aviation Museum, PWS-26.